# Benton Castle
Benton Castle er en lille fæstning i landsbyen Burton, Pembrokeshire, Wales, der ligger i et skovområde med udsigt over floden Cleddau.
Den blev sandsynligvis opført i 1200-tallet, som én i en række borge, der beskyttede grænsen af af det gamle herred Rhos.
I dag er det et privat hus. Det er en listed building af 2. grad.